# 舒伊 (埃纳省)
舒伊（法語：Chouy，法語發音：[ʃwi]）是法国上法蘭西大區埃纳省的一个市镇，属于蒂耶里堡区。

## 地理
舒伊（49°12'21"N, 3°14'53"E）面积20.03 平方千米，位于法国上法蘭西大區埃纳省，该省份为法国北部内陆省份，北起北部省，西接索姆省和瓦兹省，东临阿登省和马恩省，西南至塞纳-马恩省，东北部与比利时接壤。
与舒伊接壤的市镇（或旧市镇、城区）包括：昂西安维尔、乌尔克河畔比利、法沃罗勒、卢阿特尔、马里济-圣热讷维耶沃、马里济圣马尔、讷伊圣弗龙、乌尔克河畔诺鲁瓦、罗泽圣阿尔班、圣雷米布朗济。

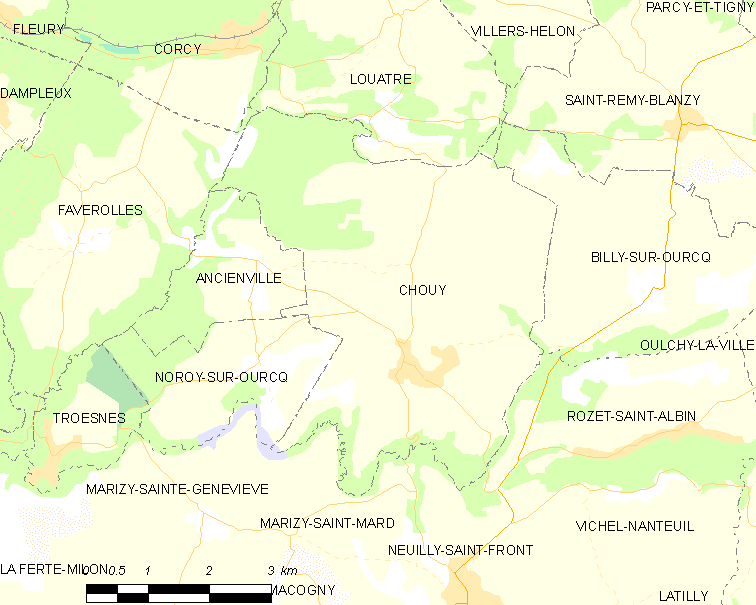
的OSM定位图

舒伊的时区为UTC+01:00、UTC+02:00（夏令时）。

## 行政
舒伊的邮政编码为02210，INSEE市镇编码为02192。

## 政治
舒伊所属的省级选区为维莱科特雷县。

## 人口

1962-2008年间人口变化图示

舒伊于2022年1月1日时的人口数量为371人。